# Ceratozamia miqueliana
A Ceratozamia miqueliana a cikászok (Cycadophyta törzsébe sorolt bunkóspálmafélék (Zamiaceae) családjában a  Ceratozamia nemzetség leglátványosabbnak tartott faja. Némely szerzők szerint nem önálló faj, hanem a Ceratozamia mexicana egyik változata (Ceratozamia mexicana var. miqueliana). Különösen ritka és még a többi bunkóspálma fajnál is jobban veszélyeztetett (az IUCN vörös listáján V. kategóriájú).

## Származása, elterjedése
Mexikó Chiapas, Veracruz és Tabasco tagállamaiban, a Mexikói-öböl partvidékén egy szűk sávban endemikus.

## Megjelenése, felépítése
Fásszárú, törzse mintegy másfél méter magasra nő. Látványos kinézetét annak köszönheti, hogy párosan szárnyalt, leveleinek lecsüngő levélkéi a többi Ceratozamia fajnál megszokottnál jóval szélesebbek. A levélkék széle nem hullámos.

## Életmódja, termőhelye
A vegyes: örökzöldekből és lombhullató fákból álló síksági esőerdők növénye; 600 m fölé már nem kapaszkodik föl. A legjobban árnyékban nő — akkor, ha a tövét nedves szalmaréteggel jól betakargatjuk. A fagyra és a huzatra érzékeny. Számos állat (házas és meztelen csigák, pajzstetvek, szöcskék) előszeretettel károsítja.